# Thomas Baltzar
Thomas Baltzar (Lübeck, vers el 1630 - Regne Unit, 24 de juliol de 1663) fou un violinista i compositor alemany.
Fou un dels més cèlebres concertistes de la seva època, ja que es diu que feia verdaders prodigis. A l'edat de vint-i-sis anys s'establí a Anglaterra i Carles II el nomenà director de l'orquestra de 34 violins que havia creat. Es pot dir que introduí l'art del violí al Regne Unit i fou el primer tocà a quàdruple corda. Deixà diverses composicions, entre elles una Alemanya.